# Биг Спринг (Тексас)
Биг Спринг (енгл. Big Spring) град је у америчкој савезној држави Тексас. По попису становништва из 2010. у њему је живело 27.282 становника.

## Демографија
Према попису становништва из 2010. у граду је живело 27.282 становника, што је 2.049 (8,1%) становника више него 2000. године.
| Група             | 2000.          | 2010.          |
| Белци             | 12.210 (48,4%) | 12.742 (46,7%) |
| Афроамериканци    | 1.339 (5,3%)   | 2.123 (7,8%)   |
| Азијати           | 159 (0,6%)     | 248 (0,9%)     |
| Хиспаноамериканци | 11.265 (44,6%) | 11.751 (43,1%) |
| Укупно            | 25.233         | 27.282         |